# Stacja ratownicza w Kopalinie

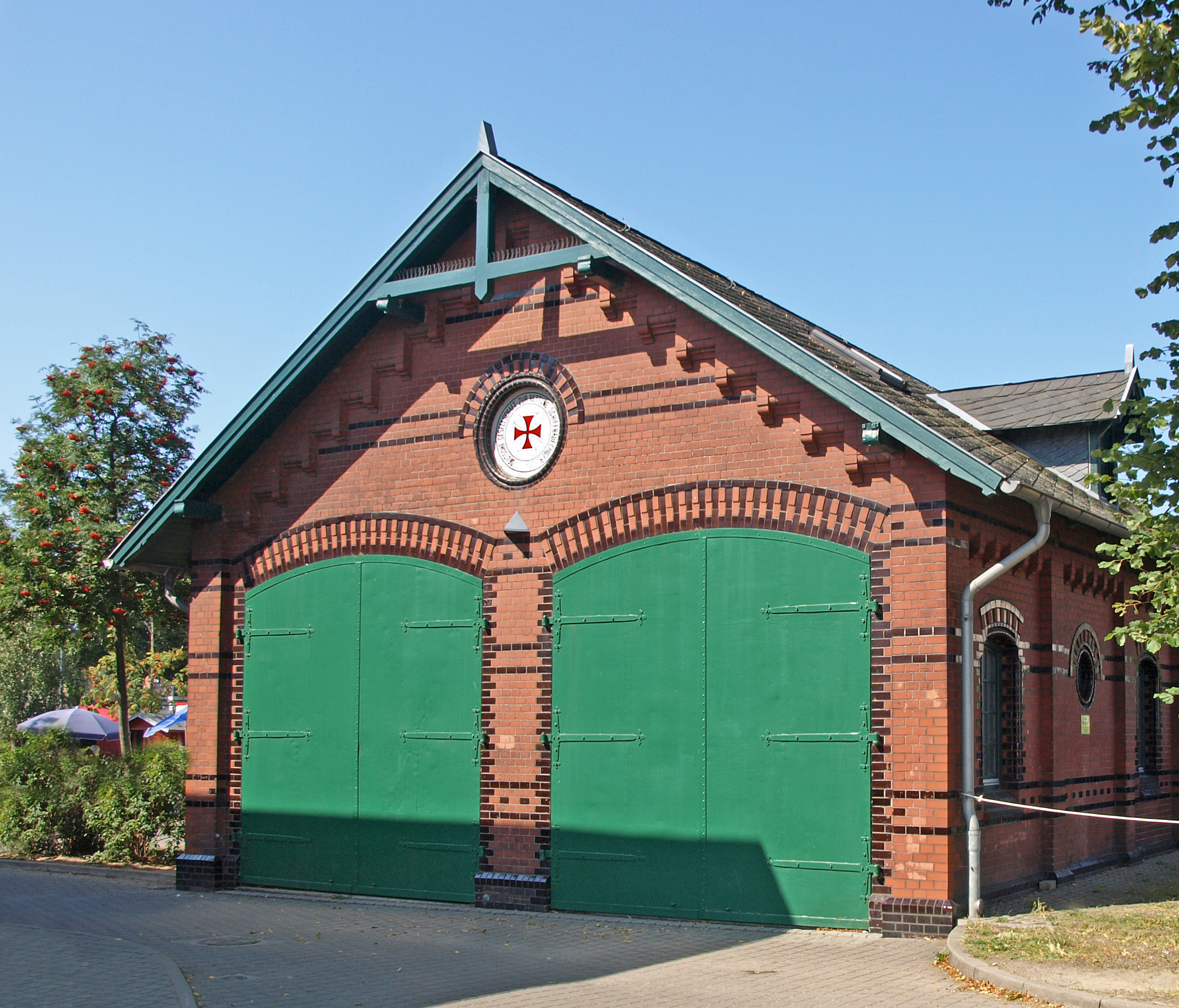
Budynek stacji w Warnemünde, podobny do trzeciego budynku stacji w Kopalinie

Stacja ratownictwa w Kopalinie – stacja ratownictwa brzegowego działająca w latach 1865 - 1945 w Kopalinie (wówczas Koppalin). Ratownicy z tej stacji uratowali 69 osób.

## Łodzie ratownicze
Stacja początkowo dysponowała sprowadzoną z Anglii stalową łodzią ratowniczą o długości 9 metrów, napędzaną 8 wiosłami. Oprócz wioślarzy, do na łodzi znajdował się sternik-dowódca oraz obserwator („oko”). Pierwszą obsadę stacji stanowiło 15 pracowników rolnych z Kopalina i Lubiatowa. 
Duża, metalowa łódź okazała się za ciężka na lokalne warunki i w 1873 została przekazana do Meklemburgii, a stacja w Kopalinie otrzymała zbudowaną przez szkutnika Koschina, pracującego u ujścia Wisły, drewnianą łódź, podobną do używanych w tamtej okolicy. Od 1897 stacja używała nowej, stalowej łodzi o długości 7,5 metra, również o 8 wiosłach. W 1893 większość załogi stacji stanowili rybacy z Kopalina i Lubiatowa.

## Inny sprzęt

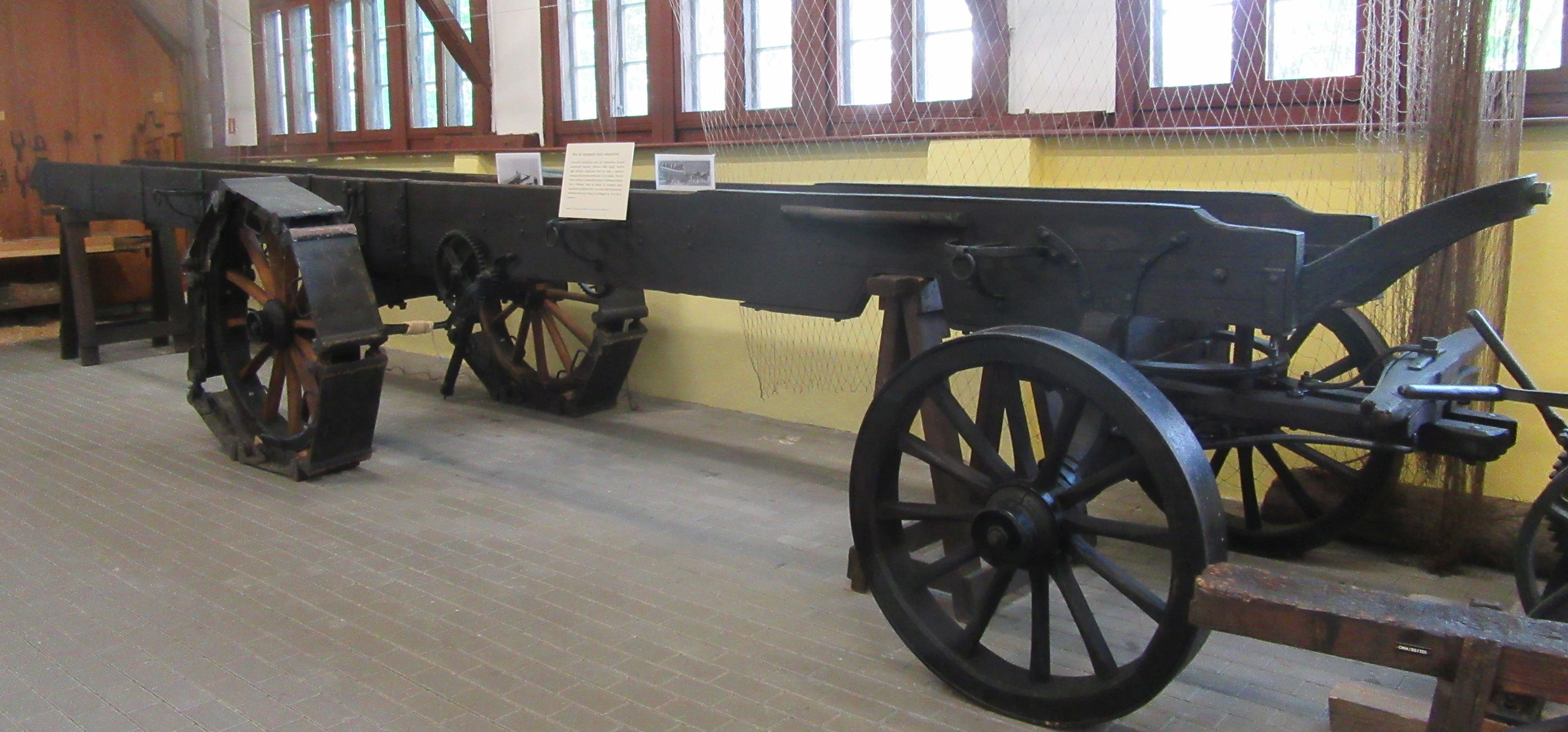
Wóz do przewozu łodzi ratowniczej z charakterystycznymi „gąsienicami” w Muzeum Zalewu Wiślanego

W 1867 na wyposażenie statku weszło urządzenie rakietowe do podawania liny na wysztrandowany statek.
Do przewożenia łodzi na brzeg używano wozów konnych o specjalnej konstrukcji. Łódź można było zwodować bezpośrednio z wozu. Dla ułatwienia przejazdu po piasku, koła wozu miały rodzaj gąsienic.

## Budynki stacji
Pierwszy budynek stacji, o konstrukcji szachulcowej zbudowany został na prywatnym terenie. W 1889 uległ on zniszczeniu. Wkrótce wybudowano nowy budynek, z piaskowca szwedzkiego, za 8500 marek pochodzących z Niemieckiego Stowarzyszenia Ratowania Rozbitków (DGzRS). Budynek ten został uszkodzony przez fale w zimie 1912/1913. W 1914 postanowiono wybudować nowy budynek, z cegły, typowy dla innych stacji ratowniczych. Jego budowę ukończono w 1916. Budynek ten przetrwał do XXI wieku, w 2014 mieściło się tam Morskie Laboratorium Brzegowe Instytutu Budownictwa Wodnego PAN.